# Nachal ha-Rif
Nachal ha-Rif (hebrejsky: נחל הרי"ף) je vádí na pomezí pahorkatiny Šefela a pobřežní nížiny v Izraeli.
Začíná v nadmořské výšce přes 100 metrů jihovýchodně od obce Kfar Menachem, na okraji turisticky využívaného lesního komplexu Ja'ar Charuvit. Směřuje pak k západu zemědělsky využívanou mírně zvlněnou krajinou, přičemž z jihu míjí vesnici Kfar Menachem. Podchází těleso dálnice číslo 6 a železniční trati Tel Aviv-Beerševa a u osady al-Azi se stáčí k severu. Vede pak k vesnici Kfar ha-Rif, u níž ústí zleva do toku Nachal Barkaj.